# Dimensieloze grootheid
Een dimensieloze grootheid is een zodanige combinatie van natuurkundige grootheden, dat hij geen dimensie heeft. Dat wil zeggen dat men de grootte van een dimensieloze grootheid kan aangeven zonder een natuurkundige eenheid te gebruiken. Dimensieloze grootheden worden ontwikkeld en toegepast in de dimensieanalyse. Ook de term dimensieloos getal wordt wel gebruikt. Een getal is eigenlijk altijd dimensieloos, maar de toevoeging "dimensieloos" wijst op de bovengenoemde context. Zo wordt pi in een wiskundige context gewoon een getal genoemd, maar als quotiënt van twee fysieke lengtes (omtrek en diameter van een cirkel) wordt het ook een dimensieloze grootheid of dimensieloos getal genoemd.
Soms wordt toch een eenheid gebruikt, bijvoorbeeld radiaal en steradiaal. Dit maakt het ook mogelijk een SI-prefix ervoor te zetten. Verder wordt ook procent, promille, parts per million, parts per billion gebruikt, voor diverse dimensieloze eenheden kleiner dan 1.
Het is in sommige gevallen ook mogelijk een dimensieloze grootheid uit te drukken in een betekenisvolle verhouding van twee gelijksoortige eenheden. Zo kan bijvoorbeeld de massaconcentratie van een bepaalde stof uitgedrukt worden in mg/kg.

## Het gebruik van dimensieloze getallen
Met name in de stromingsleer wordt veel gebruikgemaakt van dimensieloze grootheden. Om dit uit te leggen, volgt hieronder een denkbeeldig voorbeeld van een denkbeeldig experiment.
Als je een munt in een vijver laat vallen, duurt het een paar seconden voordat de munt de bodem bereikt. Die tijd is afhankelijk van verschillende kenmerken van de munt, zoals de massa, de diameter, en dergelijke. Ter vergelijking van verschillende munten kan als een van de kenmerken de relatieve dikte gedefinieerd worden, als de dikte van de munt gedeeld door de diameter. De relatieve dikte is dan een dimensieloze grootheid. Een andere dimensieloze grootheid zou de relatieve dichtheid kunnen zijn, gedefinieerd als de verhouding tussen de dichtheid van de munt en de dichtheid van de vloeistof (water). Vervolgens kan experimenteel onderzocht worden aan welke wetmatigheden het zinken van munten voldoet.
Een veelgebruikte dimensieloze grootheid is het reynoldsgetal (Re). Het reynoldsgetal van een pijpleiding is gedefinieerd als:
{\displaystyle \mathrm {Re} =\rho \cdot v\cdot D\cdot \eta ^{-1}}
waarin
- {\displaystyle \rho } - soortelijke massa in [kg m−3],
- {\displaystyle v} - stroomsnelheid in [m s−1],
- {\displaystyle D} - inwendige diameter in [m]
- {\displaystyle \eta } - dynamische viscositeit in [Pa s]. ([Pa] = [N/m2] = [kg m−1 s−1])

Bij een hoge waarde van het reynoldsgetal is een stroming meestal turbulent. In het geval van een stroming door een pijp vindt de overgang van een laminaire naar een turbulente toestand plaats als het reynoldsgetal groter wordt dan ongeveer 2300.
Een andere dimensieloze grootheid is het machgetal: de snelheid van een voorwerp gedeeld door de geluidssnelheid in het medium waar het object doorheen beweegt.
Bij geschut wordt soms de lengte van de loop van het wapen uitgedrukt in het aantal kalibers van de in combinatie met het wapen gebruikte munitie (bijvoorbeeld in het luchtafweerkanon Bofors 40L60 is 60 een dimensieloos getal).

## Overzicht
De volgende tabel geeft een overzicht van enkele dimensieloze getallen
| Symbool                   | Naam                   | Omschrijving |
| ------------------------- | ---------------------- | --- |
| {\displaystyle \alpha \,} | fijnstructuurconstante | Is in de natuurkunde de fundamentele constante (koppelingsconstante) die de sterkte van de elektromagnetische wisselwerking bepaalt. De naam stamt van Arnold Sommerfeld.                                       |
| Cx                        | weerstandscoëfficiënt  | Waarde die alle niet te detineren kenmerken van een vleugelprofiel bevat die invloed hebben op de drag. |
| Cz                        | draagkrachtcoëfficiënt | Waarde die alle niet te detineren kenmerken van een vleugelprofiel bevat die invloed hebben op de lift. |
| Eo                        | getal van Eötvös       | Verhouding tussen opwaartse kracht ten gevolge van dichtheidsverschil en kracht ten gevolge van oppervlaktespanning. Het getal is een maat voor de impulsoverdracht bij druppels en gasbellen in een vloeistof. |
| Gr                        | getal van Grashof      | Verhouding tussen kracht ten gevolge van dichtheidsverschil en viskeuze kracht. Hoe groter Gr is, des te groter is de natuurlijke convectie in een verticale leiding.                                           |
| i                         | Van 't Hoff-factor     | Maat voor het gedrag van een ionenoplossing ten opzichte van colligatieve eigenschappen. |
| Kc                        | evenwichtsconstante    | Verhouding tussen snelheidsconstanten in een dynamisch evenwicht. |
| Le                        | getal van Lewis        | Verhouding tussen warmtediffusie en stofdiffusie. |
| mach                      | machgetal              | Verhouding tussen de snelheid van een object en de geluidssnelheid in het medium waar het object doorheen vliegt. Wordt gebruikt om de snelheid van vliegtuigen te beschrijven en in de ballistiek.             |
| n                         | brekingsindex          | Verhouding tussen de lichtsnelheid in vacuüm en de lichtsnelheid in een gegeven materiaal. Bepalend voor de hoek waaronder licht wordt gebroken door het materiaal.                                             |
| Nu                        | getal van Nusselt      | Verhouding tussen het warmtetransport door convectie en het warmtetransport door warmtegeleiding. Van belang voor warmtewisselaars en dergelijke.                                                               |
| Pr                        | getal van Prandtl      | Verhouding tussen impulsoverdracht en warmteoverdracht. |
| Re                        | reynoldsgetal          | Verhouding tussen de traagheidskrachten en de viskeuze krachten in de impuls van de stromende vloeistof. Bij hoge waarden van het getal van Reynolds is een stroming meestal turbulent.                         |
| V                         | getal van Abbe         | Maat is voor de dispersie (kleurschifting) van transparante media. |